# Табачне (Бахчисарайський район)
Таба́чне (також — Кішінє́, крим. Kişine) — село в Україні, у Бахчисарайському районі Автономної Республіки Крим, центр Табачненської сільської ради. Розташоване на півночі району. Свою нову назву село здобуло після отримання сільськогосподарської спеціалізації на вирощування тютюну (рос. табак).
На території місцевої науково-дослідної селекційної станції по вирощуванню тютюну знаходиться єдиний в Україні стаціонарний музей тютюну.

## Історія
Утворено у 1925 році, як безіменний населений пункт Тютюнрадгоспу, створеного для Кримської дослідної станції Всесоюзного науково-дослідного інституту тютюну та махорки. Поруч, на березі Булганака, знаходилося кримськотатарське село Кішінє, відоме з 1609 року як Ак-Кішінє, і перейменоване 1945 року в Горіле. Пізніше село було скасовано, а мешканців переселено до Табачного.
Сьогодні у Табачному проживають близько півтори тисячі осіб, є школа та дитячий садок, палац культури та амбулаторія, діє Музей тютюновництва.
Основний роботодавець – підприємство «Кримська стевія», яке займається вирощуванням природного цукрозамінника – стевії. Багато селян працюють тут.
У Табачному діє кримська дослідна станція тютюновництва. Вона займається селекцією та вивченням властивостей нових сортів, а також розробляє способи вирощування культур та збереження унікальної колекції з 1235 сортів тютюну. Щоправда, зараз тютюн засіюють лише на одному гектарі землі.
Сьогодні тютюн у селищі Табачне вирощують на площі в пів гектара ‒ у тисячу разів менше, ніж за часів СРСР. Місцевий тютюн втратив позиції на ринку, не витримавши конкуренції ‒ його перестали використовувати в масовому виробництві. Раніше, щоб цигарки набули певного смаку, до простого тютюну додавали ароматичний, як той, що росте в Криму. Тепер його замінюють штучними ароматизаторами.
Так, з часом і розвитком ринку, тютюнництво в Табачному занепало.

## Галерея
|  |  |  |
|  |  |  |